# Obědovice
Obědovice (deutsch Obiedowitz) ist eine Gemeinde in Tschechien. Sie liegt neun Kilometer östlich von Chlumec nad Cidlinou und gehört zum Okres Hradec Králové.

## Geographie

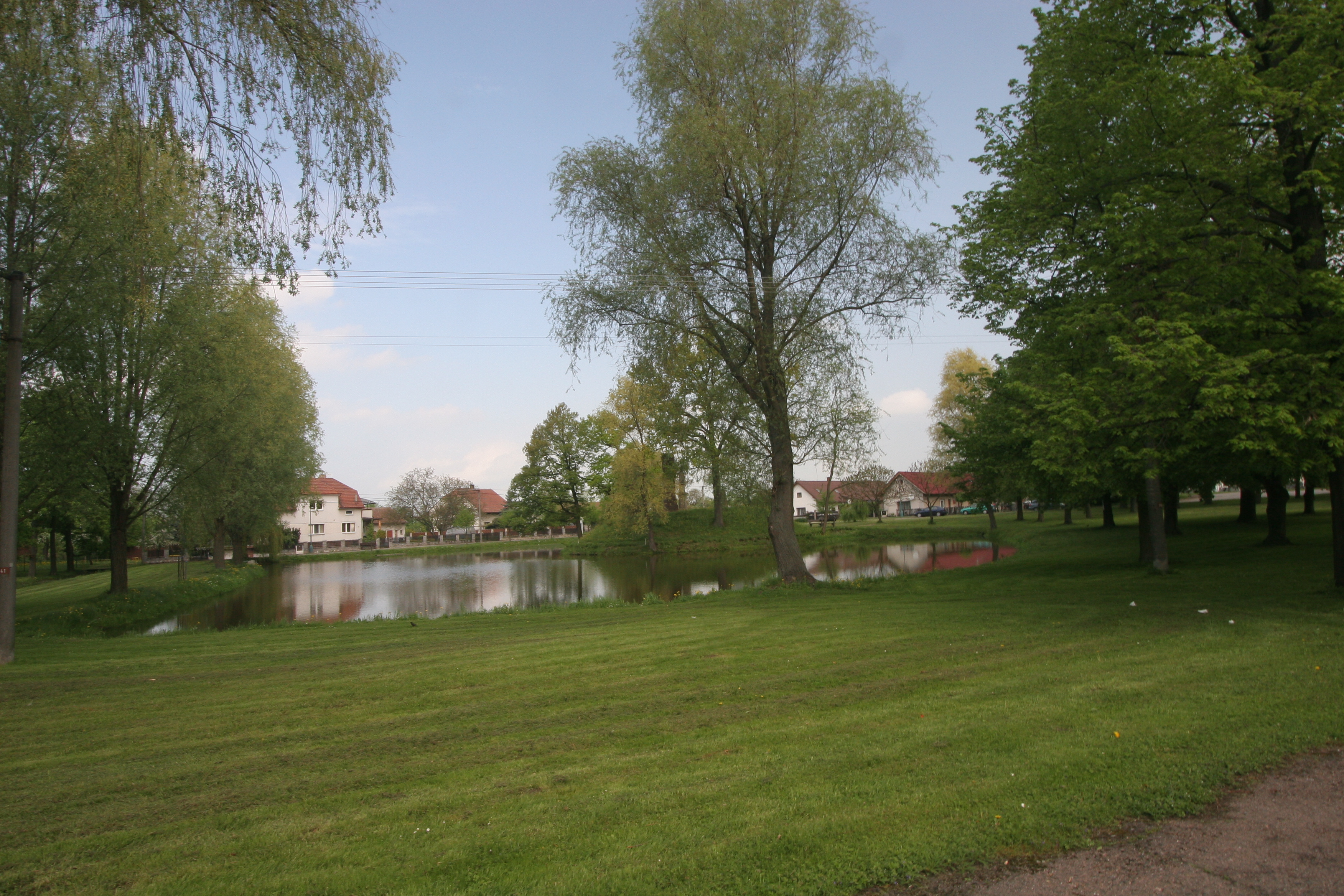
Obědovice, Dorfplatz

Obědovice befindet sich linksseitig der Bystřice auf der Ostböhmischen Tafel. Nordwestlich des Dorfes liegen mehrere Teiche, von denen der Třesický rybník mit 70 ha der größte ist. Im Süden verläuft die Bahnstrecke Hradec Králové–Chlumec nad Cidlinou, die nächste Bahnstation ist in Káranice. Nach Süden erstreckt sich ein größeres Waldgebiet, in dem sich die Wüstungen der erloschenen Dörfer Haškova Lhota und Nedabylice befinden.
Nachbarorte sind Požáry, Babice und Trnava im Norden, Kratonohy im Nordosten, Syrovátka im Osten, Dobřenice und Michnovka im Südosten, Kasaličky und Voleč im Süden, Káranice im Südwesten, Písek und Oktaviánov im Westen sowie Přestavecko, Třesice, Kosice und Kosičky im Nordwesten.

## Geschichte
Die erste schriftliche Erwähnung eines Jan Zábrdovec gehörigen Hofes mit Vorwerk stammt aus dem Jahre 1387. Unter den Žitovlický von Slivno, denen der Hof zwischen 1534 und 1585 gehörte, entstand eine Feste.
Zwischen 1398 und 1411 sind die Vladiken Jiřík und Jan von Obědovice als Besitzer eines weiteren Hofes nachweisbar. Nachfolgende Besitzer dieses Teils waren in der Zeit von 1413 bis 1464 Velislav von Dlouhé Dvory, Kuneš von Voděrady und Jan Brus von Obědovice sowie ab 1467 Arnošt von Kunvald und Havel von Štěpánov. Ihm folgte kurzzeitig Wilhelm II. von Pernstein, der das Dorf an Jan Bartoušovský von Labouň weiterreichte. Eine vermutlich zwischen dem 14. und 15. Jahrhundert errichtete Feste wurde 1545, als nach dem Tode von Vilém Turský von Dřevěnice dessen Schwestern das Gut an Petr Holovouský von Holovousy verkauften, als wüst beschrieben. Holovouský ließ die Feste erneuern und verkaufte sie 1584 zusammen mit dem Hof an Zikmund Bořanovský von Bitýška auf Chlumetz.
1609 erwarb der Hauptmann des Königgrätzer Kreises, Johann Christoph von Waldstein auf Arnau beide Anteile. Ab 1612 gehörten beide Festen und Höfe dem Burghauptmann von Poděbrady, Mikuláš Klusák von Kostelec. Nach der Schlacht am Weißen Berg wurden dessen Güter konfisziert und 1622 im Tausch gegen die Herrschaft Kolín dem Wenzel Graf Kinsky überlassen. Dieser überließ Obědovice zur Begleichung seiner Schulden den Dobřenský von Dobřenice, die die Güter an die Herrschaft Kratonohy anschlossen. In dieser Zeit erloschen beide Festen.
Nach der Aufhebung der Patrimonialherrschaft entstand 1850 die politische Gemeinde Obědovice im Bezirk Hradec Králové. Zwischen 1949 und 1960 gehörte Obědovice zum Okres Hradec Králové-okolí. Zum 1. Januar 1961 wurde Obědovice nach Kratonohy eingemeindet und kam zugleich wieder zum Okres Hradec Králové. Nach der Samtenen Revolution wurde Obědovice 1990 wieder eigenständig.

## Gemeindegliederung
Für die Gemeinde Obědovice sind keine Ortsteile ausgewiesen.

## Sehenswürdigkeiten
- Laurentiussäule, am früheren Standort einer der beiden Festen